# Biarum davisii
Biarum davisii là một loài thực vật có hoa trong họ Ráy (Araceae). Loài này được Turrill mô tả khoa học đầu tiên năm 1938.